# Corick Linea
La Corick Linea è una struttura geologica della superficie di Europa.